# На ръба
„На ръба“ е кеч pay-per-view събитие, което е продуцирано всеки май от американската професионална кеч компания World Wrestling Federation (WWF).
Събитието е създадено през 1998 г., когато първият турнир На ръба: Във вашия дом, продуциран като „Във вашия дом“, се провежда през май същата година. Събитието се закрива следващата 1999 година, след като Оуен Харт, кечист на WWF, почива по време на събитието, като пада и загива по време на влизането си.
Тъй като е имало само 2 турнира „На ръба“, те са проведени само в 2 щата, в закрити арени. Всяко събитие включва кечисти, участващи в някакви видове кеч мачове.
Ледения Стив Остин е включен в главните мачове и на двете събития. Той защитава титлата на WWF на двете събития.

## Събития
| № | Име                    | Дата   | Град                | Място                  | Главен мач                                                                           |
| - | ---------------------- | ------ | ------------------- | ---------------------- | ------------------------------------------------------------------------------------ |
| 1 | На ръба: Във вашия дом | 31 май | Милуоки, Уисконсин  | Wisconsin Center Arena | Ледения Стив Остин срещу Дуд Лов в мач Тушовете важат навсякъде без дисквалификации1 |
| 2 | На ръба (1999)         | 23 май | Канзас Сити, Мисури | Kemper Arena           | Ледения Стив Остин срещу Гробаря1                                                    |

Мач за:
1↑Титлата на WWF